# Мохсенабад (Астане-Ашрафіє)
Мохсенабад (перс. محسن اباد) — село в Ірані, у дегестані Дехґах, у бахші Кіяшахр, шагрестані Астане-Ашрафіє остану Ґілян. За даними перепису 2006 року, його населення становило 715 осіб, що проживали у складі 221 сім'ї.

## Клімат
Середня річна температура становить 14,77 °C, середня максимальна – 28,61 °C, а середня мінімальна – 0,20 °C. Середня річна кількість опадів – 1161 мм.
| Клімат поселення                              | Клімат поселення | Клімат поселення | Клімат поселення | Клімат поселення | Клімат поселення | Клімат поселення | Клімат поселення | Клімат поселення | Клімат поселення | Клімат поселення | Клімат поселення | Клімат поселення | Клімат поселення |
| Показник                                      | Січ.             | Лют.             | Бер.             | Квіт.            | Трав.            | Черв.            | Лип.             | Серп.            | Вер.             | Жовт.            | Лист.            | Груд.            |                  |
| Середній максимум, °C                         | 9,47             | 10,15            | 12,39            | 17,59            | 21,91            | 26,08            | 28,61            | 28,34            | 25,12            | 20,98            | 16,15            | 12,04            |                  |
| Середня температура, °C                       | 4,84             | 5,50             | 7,73             | 12,95            | 17,28            | 21,46            | 24,66            | 24,37            | 21,16            | 17,02            | 12,19            | 8,08             |                  |
| Середній мінімум, °C                          | 0,20             | 0,86             | 3,10             | 8,31             | 12,63            | 16,82            | 20,68            | 20,42            | 17,20            | 13,05            | 8,23             | 4,09             |                  |
| Норма опадів, мм                              | 106              | 89               | 84               | 43               | 44               | 32               | 32               | 61               | 140              | 224              | 174              | 132              |                  |
| Середньомісячна швидкість вітру, м/с          | 2.40             | 2.50             | 2.50             | 2.44             | 2.48             | 2.70             | 2.62             | 2.40             | 2.20             | 2.19             | 2.10             | 2.21             |                  |
| Середньомісячна сонячна радіація, кДж/м²·день | 6979             | 9029             | 10961            | 15402            | 19783            | 21925            | 22416            | 18818            | 15122            | 10624            | 8518             | 6630             |                  |
| --------------------------------------------- | ---------------- | ---------------- | ---------------- | ---------------- | ---------------- | ---------------- | ---------------- | ---------------- | ---------------- | ---------------- | ---------------- | ---------------- | ---------------- |
| Джерело:                                      |                  |                  |                  |                  |                  |                  |                  |                  |                  |                  |                  |                  |                  |